# 蝴蝶山 (選區)
蝴蝶山（英語：Wu Tip Shan，代號N1）是香港北區區議會下轄的選區，2023年設立，定為雙議席選區。

## 範圍
現時選區包括粉嶺絕大部份範圍（不包括位於聯和墟北部的綠悠軒、逸峯及馬適路以北的烏鴉落陽、馬屎埔村）及上水小部份範圍（掃管埔村），與其接壤的選區有紅花嶺、大埔區議會的大埔南、大埔北選區，以區內的蝴蝶山命名。
投票站設有十七個，分別位於香海正覺蓮社佛教馬錦燦紀念英文中學、粉嶺公立學校、明愛粉嶺陳震夏中學、祥華社區會堂、和興體育館、鳳溪廖潤琛紀念學校、粉嶺救恩書院、宣道會陳朱素華紀念中學、粉嶺官立中學、聖公會榮真小學、聖公會嘉福榮真小學、祠堂村村公所、新圍龍山學校、軍地蔬菜產銷有限責任合作社、簡頭村新福事工協會生命導向中心、和合石村公所、皇后山社區會堂。

## 沿革
2023年香港選舉改革將區議會所有單議席選區取消，北區定為兩個雙議席選區，共選出四席民選議員。蝴蝶山選區由原有單議席的聯和墟、粉嶺市、祥華、華都、華明、欣盛、粉嶺南、盛福、皇后山選區合併而成。
2023年區議會選舉，估算人口有150,468人，選民有107,322人，吸引到四人參選。

## 歷屆議員
| 選區名稱 | 屆別           | 議員 | 政治聯繫 | 政治聯繫 | 議員   | 政治聯繫 | 政治聯繫       |
| -------- | -------------- | ---- | -------- | -------- | ------ | -------- | -------------- |
| 蝴蝶山   | 2024年－2027年 | 姚銘 |          | 民建聯   | 宋冰冰 |          | 公屋居民關愛會 |

## 歷屆選舉結果
| 政党   | 政党       | 候选人    | 票数   | %      | ± |
| ------ | ---------- | --------- | ------ | ------ | - |
|        | 獨立       | ①. 胡玉貞 | 1,964  | 6.80%  |   |
|        | 民建聯     | ②. 姚銘   | 20,053 | 69.42% |   |
|        | 香港新方向 | ③. 李嘉駿 | 3,051  | 10.56% |   |
|        | 獨立       | ④. 宋冰冰 | 3,820  | 13.22% |   |
| 多数票 | 多数票     | 多数票    | 769    | 2.66%  |   |

## 資料來源
1. ↑   (PDF).   [2023年8月23日]. （原始内容 (PDF)存档于2023年7月11日） （繁体中文）.
2. ↑   (PDF).   [2023年11月17日]. （原始内容 (PDF)存档于2023年12月3日）.
3. ↑   (PDF). 選舉管理委員會. 2023-07-11  [2023-08-23].[]
4. ↑   (PDF). （原始内容存档 (PDF)于2023-11-17）.
5. ↑   (PDF).   [2023-08-23]. （原始内容存档 (PDF)于2023-07-11）.
6. ↑   (PDF).   [2023-11-17]. （原始内容存档 (PDF)于2023-12-03）.